# 東洋美人
東洋美人（とうようびじん）は、山口県萩市の酒造メーカー・澄川酒造場がつくる日本酒の銘柄。

## 概要
東洋美人は1921年（大正10年）に創業した澄川酒造場が唯一製造・販売する日本酒である。銘柄名は初代蔵元の亡くなった妻に由来する。
2010年には、FIFAワールドカップ南アフリカ大会の公認日本酒に選定。
2014年には、SAKE COMPETITIONのFree Style under 5000部門で1位を獲得。
ロシアのプーチン大統領は、2016年12月15日に行われた安倍晋三首相との夕食会において提供された東洋美人について、共同記者会見で素晴らしいお酒だと絶賛した。
また、中田英寿が厳選した日本酒を紹介する「Sakenomy Shop」では、2021年のサービス開始初回の70蔵に選ばれ、提供をおこなっている。

## ラインナップ

### 大吟醸
- 地帆紅

### 純米大吟醸
- 壱番纏
- 播州愛山
- プリンセスミチコ

### 純米吟醸
- 山田錦
- 直汲み生
- 西都の雫
- 酒未来
- 千本錦
- 雄町
- 愛山
- 羽州誉

## 澄川酒造場
株式会社澄川酒造場（すみかわしゅぞうじょう）は萩市の北部、小川地区（旧田万川町）に位置する。1921年（大正10年）に米問屋であった澄川家が親戚筋の酒蔵を引き受けて田万川の支流・原中川沿いにて創業。元々は地域の酒蔵であったが、4代目の澄川宜史が大学3年の時、同じ大学の先輩で日本酒「十四代」の蔵元として知られる高木酒造（山形県村山市）の15代目・高木顕統の姿を見て一念発起。社外の蔵人（杜氏）に任せていた体制を一新し、自ら醸造に関わるようになる。また、原料の米にも拘るようになり、近所の農家に酒造好適米である「山田錦」の栽培を依頼するようになる。
2013年（平成25年）7月28日、山口県北部の豪雨で田万川・原中川が氾濫。酒蔵も2メートル以上の高さに浸水し、醸造機器は水没、出荷前の1万本を超える「東洋美人」も流されてしまうという甚大な被害に遭う。廃業も考えたというが、全国のファン、関係酒販店、酒造関係者ら1500名がボランティアとして水没した蔵の片付けに来たこともあり、蔵の再建を決意。再建に当たっては約4億円の設備投資を行い、鉄筋コンクリート3階建ての設備を新築。蔵には、室温を5℃に保てる冷房蔵や、全自動洗米器や蒸し機を導入し、2014年に蔵を再建した。